# You (Gong)
You  is het zesde album van de Frans/Britse spacerockband Gong.
You is het derde album in de Radio Gnome Invisible trilogie. Gitarist Hillage neemt later het nummer Master Builder opnieuw op voor zijn album Green, onder de titel The Glorious Om Riff.

## Nummers
1. Thoughts For Nought - 1:33
2. A P.H.P.'s Advice - 1:47
3. Magick Mother Invocation - 2:06
4. Master Builder - 6:06
5. A Sprinkling Of Clouds - 8:55
6. Perfect Mystery - 2:27
7. The Isle Of Everywhere - 10:20
8. You Never Blow Yr Trip Forever - 11:23

## Bezetting
- Daevid Allen: zang, gitaar
- Gilli Smyth: zang
- Steve Hillage: gitaar
- Didier Malherbe: saxofoons, fluit, zang
- Pierre Moerlen: drums, vibrafoon
- Tim Blake: synthesizer
- Mike Howlett: basgitaar

Met gastoptreden van:
- Mireille Bauer: vibrafoon
- Benoît Moerlen: vibrafoon